# Artistique-Europameisterschaft 1986

Logo CEB (ausrichtender Verband)

Veranstaltungsort:
Bruay-sur-l’Escaut

Die Billard-Artistique-Europameisterschaft 1986 war das 29. Turnier in dieser Disziplin des Karambolagebillards und fand vom 3. bis zum 6. April 1986 in Bruay-sur-l’Escaut statt.

## Modus
Gespielt wurden 76 verschiedene Figuren mit verschiedenen Punktewertungen. Jeder Teilnehmer hatte pro Figur drei Versuche. Die maximale Punktzahl betrug 500 Punkte.

Gewertet wurde wie folgt:
1. Punkte = Erzielte Punkte
2. Versuche = Anzahl der gespielten Versuche
3. gelöste Figuren = gelöste Figuren
4. HS = Punkte der nacheinander gelösten Figuren
5. % = Prozentual gelöste Figuren

## Abschlusstabelle
| Platz                        | Name               | Punkte | Versuche | gel. Figuren | HS | %       |
| ---------------------------- | ------------------ | ------ | -------- | ------------ | -- | ------- |
| 1                            | Jean Bessems       | 343    | 142      | 57           | 72 | 68,60 % |
| 2                            | Léo Corin          | 320    | 160      | 49           | 56 | 64,00 % |
| 3                            | Frans Belderbos    | 318    | 162      | 52           | 46 | 63,60 % |
| 4                            | Angelo Casales     | 309    | 171      | 50           | 73 | 61,80 % |
| 5                            | Raymond Steylaerts | 302    | 166      | 48           | 69 | 60,40 % |
| 6                            | Cayo Munoz         | 297    | 170      | 47           | 76 | 59,40 % |
| 7                            | Francis Connesson  | 293    | 159      | 49           | 45 | 58,60 % |
| 8                            | Gert Tiedtke       | 282    | 181      | 45           | 43 | 56,40 % |
| 9                            | Robert Immervoll   | 266    | 167      | 42           | 42 | 53,20 % |
| 10                           | Jean Reverchon     | 263    | 175      | 45           | 31 | 52,60 % |
| Turnierdurchschnitt: 59,86 % |                    |        |          |              |    |         |